# ایسپسگان
ایسپسگان رده دوم را در رده‌های آیین مانوی داشته‌اند که از ۷۲ نفر اسقف بودند و وظیفه آنان نظارت بر اجرای آیین‌ها و رسیدگی به امور مومنین در مناطق مختلف تحت نفوذ آیین مانوی بود.

## منبع
- تاریخ ایران باستان.مهدی وزین افضل.پوران پژوهش.تهران.1389.ص216